# Experimento de Rosenhan

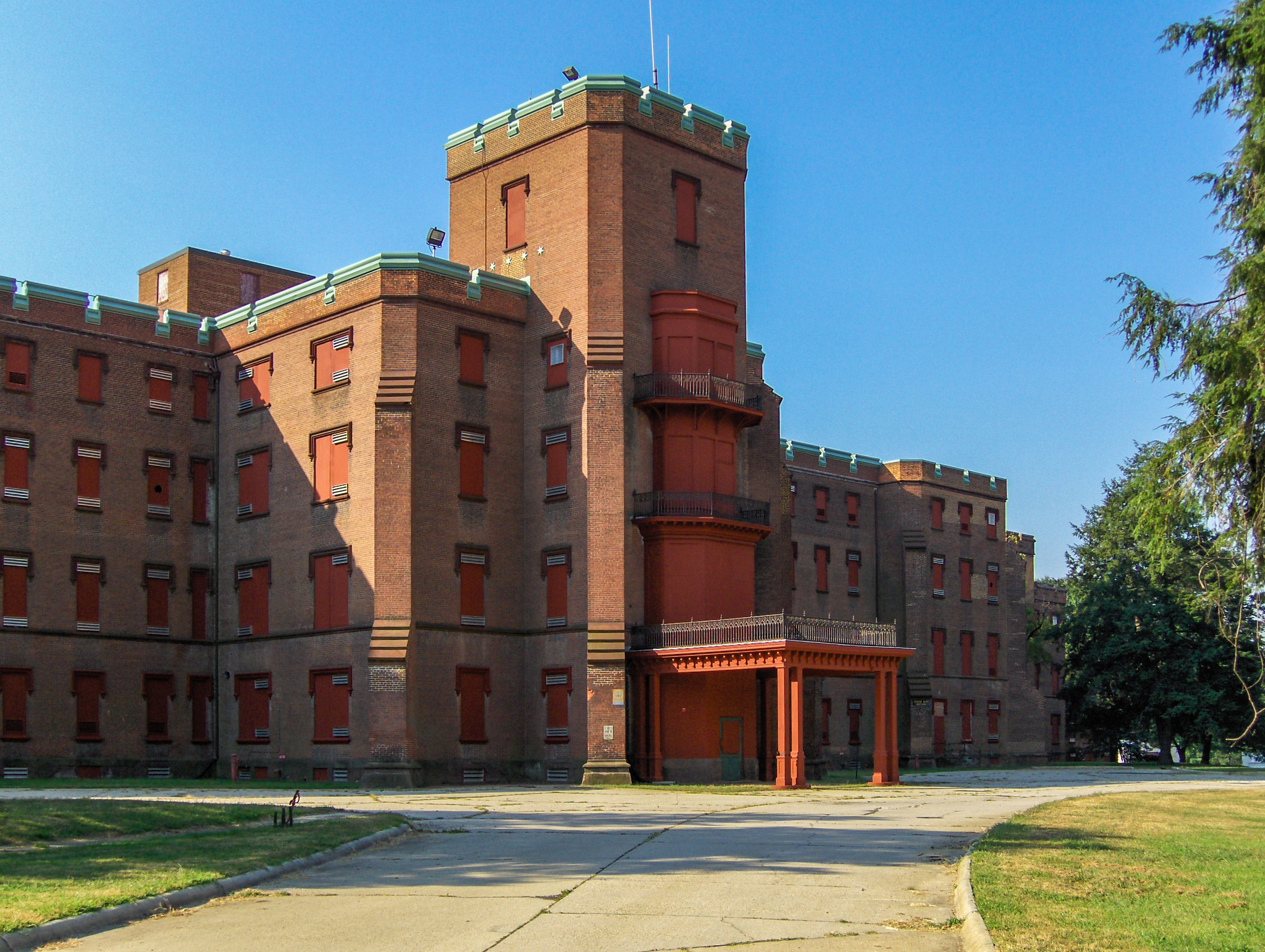
Hospital psiquiátrico St. Elizabeth, Washington D. C., una de las sedes del experimento Rosenhan.

El experimento de Rosenhan fue un famoso experimento sobre la validez del diagnóstico psiquiátrico que llevó a cabo el psicólogo David Rosenhan entre los años 1968 y 1972. Fue publicado en 1973 en la revista Science bajo el título «On being sane in insane places» («Estar cuerdo en lugares dementes»). El estudio está considerado como una importante e influyente crítica a la diagnosis psiquiátrica.
El estudio de Rosenhan constó de dos partes. En la primera parte, colaboradores sanos o «pseudopacientes» (tres mujeres y ocho hombres) simularon alucinaciones acústicas para ser internados en doce hospitales psiquiátricos de cinco estados de los Estados Unidos. Todos fueron efectivamente admitidos y diagnosticados con enfermedades psiquiátricas. Después de ser internados, los pseudopacientes se comportaron con normalidad y comunicaron a los responsables de los establecimientos que se encontraban bien y que no habían sufrido más alucinaciones. Los responsables médicos no solo no detectaron a ninguno de los pseudopacientes, sino que creyeron que manifestaban síntomas de enfermedad mental real. Varios permanecieron recluidos durante meses. Todos fueron obligados a reconocer que padecían alguna enfermedad mental y a aceptar medicarse con antipsicóticos como condición para ser dados de alta. La segunda parte se llevó a cabo cuando uno de los establecimientos psiquiátricos desafió a Rosenhan a enviar pseudopacientes a su hospital para que su personal los detectara. Rosenhan aceptó y en las siguientes semanas, de los 193 pacientes que el hospital atendió, identificó a 41 como posibles pseudopacientes, 19 de los cuales habían levantado las sospechas de al menos un psiquiatra y otro miembro del personal. En realidad, Rosenhan no había enviado a nadie al hospital.
El estudio concluyó: «Está claro que en los hospitales psiquiátricos no podemos distinguir a los cuerdos de los locos». Igualmente, ilustró los peligros de la despersonalización y del etiquetaje en las instituciones psiquiátricas. El estudio sugirió que el uso de instalaciones comunitarias para la salud mental que se preocuparan de problemas específicos más que de establecer etiquetas psiquiátricas podía ser una solución y recomendó educar a los trabajadores para hacerlos más conscientes de la psicología social implícita en esas instalaciones.
Después de décadas de relevancia psiquiátrica, el experimento y sus conclusiones fueron puestos en duda en 2019 por la autora Susannah Cahalan, de acuerdo con cuya investigación todo el experimento no habría sido sino un elaborado bulo.

## El experimento de los pseudopacientes

### Objetivo del experimento
El objetivo de Rosenhan era conocer si los diagnósticos psiquiátricos responden a la existencia en los pacientes de síntomas que pueden ser categorizados; o, por el contrario, los diagnósticos psiquiátricos están en las mentes de los observadores y no son resúmenes válidos de las características manifestadas por el observado.

### Participantes
El propio Rosenhan y once colaboradores con buena salud mental, los llamados «pseudopacientes», solicitaron una cita en un hospital psiquiátrico a través de una llamada telefónica alegando sufrir alucinaciones acústicas.  El personal del hospital no fue informado de tal experimento.  Los pseudopacientes incluían un estudiante de psicología en la veintena, tres psicólogos, un pediatra, un psiquiatra, un pintor y un ama de casa. Ninguno tenía antecedentes de enfermedad mental. Los pseudopacientes utilizaron seudónimos, y aquellos que trabajan en profesiones relacionadas con la salud mental alegaron otra ocupación con el fin de evitar cualquier tipo de tratamiento especial. Además de dar falsos nombres y empleos, no se efectuó ninguna otra alteración de su biografía o circunstancias personales.

### Valoración psiquiátrica inicial
Durante su valoración psiquiátrica inicial, afirmaron oír voces, a menudo confusas, que parecían pronunciar las palabras «vacío», «hueco» y «apagado». Las voces no eran familiares y eran del mismo sexo que el paciente. La elección de estos síntomas provino de su semejanza con problemas existenciales y a la ausencia de literatura referida a psicosis existenciales. No alegaron ningún otro síntoma. Una vez admitido en la unidad, el pseudopaciente debía comportarse «normalmente», informar de que se encontraba bien y de que ya no oía voces. Informes obtenidos después del experimento indican que todos los pseudopacientes fueron calificados unánimemente como «amistosos» y «cooperativos» por el personal del hospital.

### Entorno de observación
Todos fueron admitidos en doce hospitales psiquiátricos situados en lugares diferentes de EE. UU., incluyendo algunos viejos e infradotados, algunos en zonas rurales, otros hospitales universitarios con excelente reputación y uno estrictamente privado. Aunque los pseudopacientes se presentaron con síntomas idénticos, siete fueron diagnosticados en hospitales públicos con esquizofrenia, y uno con psicosis maniaco-depresiva, y un diagnóstico más optimista y mejor pronóstico clínico en el hospital privado. La duración de la hospitalización varió de siete a cincuenta y dos días, con una media de diecinueve días. Todos fueron dados de alta con un diagnóstico de esquizofrenia «en remisión». Un diagnóstico que Rosenhan considera como evidencia de que la enfermedad mental se percibe como una condición irreversible que crea un estigma para toda la vida antes que como una enfermedad curable.

### Persistencia de las etiquetas psicodiagnósticas
A pesar de tomar constantemente y públicamente notas sobre el comportamiento del personal y otros pacientes, ninguno de los pseudopacientes fueron identificados como impostores por el personal, aunque muchos de los otros pacientes parecieron ser capaces de identificarlos correctamente como impostores. En las tres primeras hospitalizaciones, 35 de los 118 pacientes expresaron una sospecha de que los pseudopacientes estaban cuerdos. Algunos sugirieron que eran investigadores o periodistas que investigaban al hospital. Registros de los hospitales indican que el personal interpretaba gran parte del comportamiento de los pseudopacientes como un aspecto de su conducta patológica. Por ejemplo, una enfermera etiquetó el hecho de que un paciente tomara notas como «el paciente se dedica a escribir», y lo consideró patológico. Los datos biográficos de los pseudopacientes fueron inadvertidamente distorsionados por la plantilla para lograr consistencia con las teorías dominantes en la época sobre la esquizofrenia..

### La experiencia de la hospitalización psiquiátrica
A los pseudopacientes se les dijo que deberían salir por sus propios medios, fundamentalmente convenciendo a la plantilla de que estaban cuerdos, aunque se movilizó a un abogado para ser llamado en caso de emergencia cuando se fue consciente de que ninguno de los pseudopacientes sería dado de alta en un periodo corto de tiempo. Una vez admitidos y diagnosticados, los pseudopacientes no consiguieron ser dados de alta hasta que aceptaron el diagnóstico del psiquiatra de que estaban mentalmente enfermos y empezaron a tomar medicamentos antipsicóticos que arrojaron por el retrete. Ninguno de los miembros del personal se dio cuenta de que los pseudopacientes no estaban ingiriendo su medicación y no informó  de pacientes que lo hicieran.

### Conclusiones
Rosenhan y los otros pseudopacientes denunciaron la deshumanización, la invasión de la privacidad y el aburrimiento que sufrieron mientras estaban hospitalizados. Sus pertenencias fueron revisadas aleatoriamente, y algunos, observados mientras estaban en el baño. Informaron de que, aunque el personal parecía bien intencionado, en general objetivaba y deshumanizaba a los pacientes, a menudo discutían sobre los pacientes en su presencia como si no estuvieran allí y evitaban el contacto directo con los pacientes, excepto cuando lo exigían sus obligaciones. Algunos ayudantes manifestaban abusos verbales y físicos hacia los pacientes cuando otros miembros del personal no estaban presentes. El contacto medio con los psiquiatras, psicólogos, residentes y médicos, todos ellos en conjunto, fue de una media de seis minutos y cuarenta y ocho segundos al día.

«Les dije a mis amigos, a mi familia: “Saldré de allí cuando tenga que salir, eso es todo. Estaré allí un par de días y luego saldré”. ¡Nadie tenía ni idea de que pasaría dos meses allí! El único modo de salir era aceptar que tenían razón. “Dicen que estoy loco, pues lo estoy, pero estoy mejorando”. Era una afirmación de la imagen que ellos tenían de mí».
David Rosenhan en el programa de la BBC “The Trap”.

## El experimento de los pacientes inexistentes
Para este experimento, Rosenhan recurrió a un hospital universitario de enseñanza e investigación cuya plantilla había oído de su primer estudio pero dudaba de que tal error pudiera darse en su hospital. Rosenhan informó a la plantilla de que en algún momento durante los tres meses siguientes uno o más pseudopacientes intentarían ser admitidos en el hospital psiquiátrico. Se obtuvieron juicios de 193 pacientes que fueron admitidos al tratamiento psiquiátrico. Se pidió efectuar juicios a toda la plantilla que había tenido un contacto sostenido con el paciente o una responsabilidad primaria hacia él (ayudantes, enfermeras, psiquiatras, médicos, y psicólogos). Cuarenta y un pacientes fueron señalados, con una alta confianza, como pseudopacientes por al menos un miembro de la plantilla. Veintitrés fueron considerados sospechosos por al menos un psiquiatra. Diecinueve fueron objeto de sospecha por un psiquiatra y otro miembro de la plantilla.
De hecho, Rosenhan no había enviado ningún genuino pseudopaciente durante este periodo. La conclusión de Rosenhan fue que:

«Cualquier proceso diagnóstico que se preste por sí mismo tan fácilmente a errores masivos de este tipo no puede ser un proceso muy fiable».

## Controversias
Rosenhan publicó sus descubrimientos en Science criticando la fiabilidad del diagnóstico psiquiátrico, así como la despersonalización y la naturaleza degradante de la atención sufrida por los participantes en el estudio. Su artículo generó una gran controversia.

### Críticas a la premisa
Quienes defendieron la psiquiatría argumentaron que el diagnóstico psiquiátrico se basa en gran parte en los informes que los pacientes hacen de sus experiencias, y fingir para falsear el diagnóstico no es más revelador que mentir sobre otros síntomas médicos. En este sentido, el psiquiatra Robert Spitzer cita la crítica de Seymour Ketty al estudio de Rosenhan:

«Si bebiera un litro de sangre, y después sin decir nada sobre esto, acudiera a las urgencias de cualquier gran hospital vomitando sangre, el diagnóstico del personal médico sería absolutamente previsible. En el caso de que me diagnosticaran y me trataran de úlcera gastroduodenal, dudo que pudiera sostener de manera convincente que la ciencia médica no sabe cómo diagnosticar mis síntomas».

Por el contrario, que el personal de urgencias no sea capaz de poner en duda su diagnóstico con el paso del tiempo y en ausencia de otros síntomas, es otra cuestión. Y es precisamente la tendencia a extender un diagnóstico, para interpretar los datos siguientes con el fin de hacerlos consistentes con él, la raíz de la crítica de Rosenhan. Rosenhan no critica que los simuladores fueran admitidos, sino que afirma que la hipótesis de la enfermedad mental fue mantenida a pesar de la buena salud mental aparente del paciente, con lo cual el diagnóstico perdió básicamente su sentido.

### Acusación de fraude
En 2019 se publicó el libro de Susannah Cahalan: The Great Pretender: The Undercover Mission That Changed Our Understanding of Madness (en español: El gran farsante: la misión encubierta que cambió nuestra comprensión de la locura). En él acusa a David Rosenhan de inventar los resultados de su investigación que publicó en la revista Science. Rosenhan, quien afirmó él mismo haber sido uno de los participantes del experimento, no informó que, además de los "síntomas" que todos los «pseudopacientes» sanos manifestaron, él le dijo al médico tratante que en su mente siempre oía la radio y que tenía ideación suicida, lo que quedó registrado en su historia clínica, datos que luego ocultó al público. Cahalan no logró localizar más que a uno de los pseudopacientes, y su testimonio en realidad difería de la descripción dada por Rosenhan, por lo que la autora especuló con que los seis participantes restantes o sus testimonios podrían haber sido inventados por el experimentador. Descubrió también citas falsas de registros psiquiátricos en el artículo.
En 2023, Andrew Scull de la Universidad de California en San Diego publicó un artículo en la revista History of Psychiatry corroborando los hallazgos de Cahalan.

## Impacto
Se considera que el experimento impulsó el movimiento de la antipsiquiatría y aceleró el movimiento de reforma de los hospitales psiquiátricos y de desinstitucionalización del tratamiento de los enfermos mentales en la medida en que fuera posible.